# Masdevallia glandulosa
Masdevallia glandulosa es una especie de orquídea epífita originaria del oeste de Sudamérica.

## Descripción
Es una orquídea de pequeño tamaño que prefiere el clima fresco, es de hábitos epífitas, cespitosa, con un corto ramicaule oculto por 2-3 vainas tubulares que llevan una sola hoja de color verde, erecta, apical, coriácea, oblanceolada, afilada en la base. Florece en verano y principios del otoño en una inflorescencia delgada, erguida de 4 cm de largo derivada de la parte baja en el ramicaule con una bráctea cerca de la base y una bráctea tubular, con la flor con olor a canela. Esta especie se puede distinguir de las demás por sus flores brillantes, de color rosa y la pubescencia glandular en la garganta del tubo floral.

## Distribución y hábitat
Se encuentra en el Ecuador y Perú en los bosques húmedos con una estación seca desde 1200 hasta 1800 metros de altitud.

## Cultivo
Se debe mantener la planta en sombra parcial. La planta puede ser cultivada en condiciones frías. Poner la planta en una maceta con corteza fina, musgo sphagnum o perlita. Regar con regularidad y mantenerla húmeda.